# Eva Vázquez
Eva Vázquez (ur. 1978) – portorykańska lekkoatletka, tyczkarka.
W 1997 zdobyła złoty medal mistrzostw Ameryki Środkowej i Karaibów ustanawiając wynikiem 3,25 rekord Portoryko.